# Красногорское сельское поселение (Крым)
Красногорское сельское поселение (укр. Красногірське сільське поселення, крымскотат. Коп Кенегез кой юрту, Köp Kenegez köy yurtu) — муниципальное образование в Ленинском районе Республики Крым России, на Керченском полуострове, в центральной его части.
Административный центр — село Красногорка.

## Население
| 2001 | 2014 | 2015 | 2016 | 2017 | 2018 | 2019 |
| ---- | ---- | ---- | ---- | ---- | ---- | ---- |
| 1123 | ↘931 | →931 | ↘922 | ↘910 | ↘898 | ↘896 |
| 2020 | 2021 |      |      |      |      |      |
| ↘891 | ↗897 |      |      |      |      |      |

## Состав сельского поселения
| № | Населённый пункт | Тип населённого пункта       | Население |
| - | ---------------- | ---------------------------- | --------- |
| 1 | Красногорка      | село, административный центр | ↘827      |
| 2 | Королёво         | село                         | ↘104      |

## История
В 1921 году был образован Красногорский сельский совет. Ранее в его составе также числилось село Новая Королёвка.
Статус и границы Красногорского сельского поселения установлены Законом Республики Крым от 5 июня 2014 года № 15-ЗРК «Об установлении границ муниципальных образований и статусе муниципальных образований в Республике Крым».